# Pakistan Railways
Pakistan Railways (in urdu پاکستان ریلویز) è la società pubblica che gestisce il trasporto ferroviario in Pakistan.
La rete in gestione alla società si estende per 11.881 chilometri.